# 1996年香港電影作品列表
本列表列出1996年所上映的香港電影作品，以按照欄位中使用「上映日期」排列。
| 片名                       | 英文片名                            | 導演                    | 重要演員                               | 上映日期          |
| 女飛虎之霹靂鳳凰           | Velvet Gloves                       | 陳會毅                  | 梁琤、張豐毅、張睿羚                   | 01月1日-??月??日  |
| 神偷燕子李三               | The Hero of Swallow                 | 蕭笙                    | 元彪、朱茵、藍海瀚、徐錦江             | 01月1日-??月??日  |
| 偷偷愛你                   | Blind Romance                       | 譚朗昌                  | 梁朝偉、邱淑貞、葛民輝、劉錦玲         | 01月4日-01月17日  |
| 人皮高跟鞋                 | Horrible High Heels                 | 陳威安、周祥、 毛強邦   | 成奎安、狄威、周比利、宣彤             | 01月6日-01月19日  |
| 奇異旅程之真心愛生命       | What a Wonderful World              | 趙良駿                  | 劉德華、鍾鎮濤、李綺虹、阮兆祥         | 01月11日-02月1日  |
| 浪漫風暴                   | Somebody Up There Likes Me          | 梁柏堅                  | 郭富城、李若彤、徐濠縈、羅冠蘭、洪金寶 | 01月12日-02月14日 |
| 電影故事                   | The Movie Story                     | 史美儀                  | 劉雅麗、盧惠光、李惠敏、陳豪           | 01月18日-01月24日 |
| 國產雪蛤威龍               | Combo Cops                          | 汪小明、姚敏琦          | 王敏德、于榮光、伍詠薇、羅家英         | 01月24日-02月2日  |
| 狂野三千響                 | Wild                                | 鄧衍成                  | 葉芳華、林保怡、雷宇揚、梁日豪         | 01月25日-02月14日 |
| 古惑仔之人在江湖           | Young and Dangerous                 | 劉偉強                  | 鄭伊健、陳小春、黎姿、林曉峰           | 01月25日-04月3日  |
| 第八宗罪                   | The Eighth                          | 侯永財                  | 吳家麗、洪欣、陳寶蓮、尹揚明           | 02月3日-02月9日   |
| 麻麻帆帆                   | The Age of Miracles                 | 陳可辛                  | 袁詠儀、喬宏、譚詠麟、陳小春、伍詠薇   | 02月3日-03月2日   |
| 警察故事4之簡單任務        | First Strike                        | 唐季禮                  | 成龍、吳辰君、董驃、樓學賢             | 02月10日-04月3日  |
| 大三元                     | Tri-Star                            | 徐克                    | 張國榮、袁詠儀、劉青雲、洪欣           | 02月15日-03月15日 |
| 大內密探零零發             | Forbidden City Cop                  | 谷德昭、周星馳          | 周星馳、劉嘉玲、李若彤、張達明         | 02月16日-03月28日 |
| 運財智叻星                 | Twinkle Twinkle Lucky Star          | 王晶                    | 陳百祥、袁詠儀、王敏德、鍾麗緹         | 02月29日-03月13日 |
| 雷雨                       | Thunderstorm                        | 黃浩義                  | 李美鳳、黃浩義、郭德民、黃淑儀         | 03月14日-03月27日 |
| 太極拳                     | Tai Chi II                          | 袁和平、張鑫炎          | 吳京、胡慧中、鍾麗緹、鄭浩南           | 03月14日-03月20日 |
| 冒險王                     | The Scripture with No Words         | 程小東                  | 李連杰、關之琳、楊采妮、金城武         | 03月14日-04月2日  |
| 暴劫傾情                   | Scarred Memory                      | 梁家僖                  | 葉玉卿、任達華、張睿玲、黃佩霞         | 03月21日-03月27日 |
| 古惑女之決戰江湖           | Sexy and Dangerous                  | 鄧衍成                  | 李麗珍、莫文蔚、唐文龍、麥家琪         | 03月21日-04月3日  |
| 中國O記之血腥情人          | Another Chinese Cop                 | 林義雄                  | 黃秋生、徐錦江、周比利、彭丹           | 03月27日-04月3日  |
| 天若有情III之烽火佳人      | A Moment of Romance III             | 杜琪峰                  | 劉德華、方中信、吳倩蓮、張嬿           | 03月28日-04月24日 |
| 古惑仔2之猛龍過江          | Young and Dangerous 2               | 劉偉強                  | 鄭伊健、陳小春、黎姿、林曉峰           | 03月30日-05月7日  |
| 蛇蠍夜合花                 | Scorpio                             | 黃建德                  | 宮雪花、洪欣、陳錦鴻、伍衛國           | 04月4日-04月12日  |
| 虎度門                     | Hu-Du-Men                           | 舒琪                    | 蕭芳芳、袁詠儀、陳曉東、李子雄         | 04月4日-06月5日   |
| 危情追蹤                   | Yes Madam 5                         | 劉誠                    | 錢小豪、楊麗菁、周比利、曾航生         | 04月10日-04月17日 |
| 正牌香蕉俱樂部             | Banana Club                         | 冼志偉                  | 周文健、梁漢文、雷宇揚、孫佳君         | 04月13日-05月3日  |
| 新喋血雙雄                 | Thunder Cop                         | 霍耀良                  | 吳奇隆、趙文瑄、劉若英、吳家麗         | 04月20日-04月24日 |
| 七月十三之龍婆             | July 13th                           | 錢昇瑋                  | 吳大維、羅蘭、盧敏儀、李嘉欣           | 04月25日-05月16日 |
| 危險任務                   | Dangerous Duty                      | 唐偉成                  | 莫少聰、彭丹、吳毅將、徐錦江           | 04月27日-05月2日  |
| 街頭殺手                   | Iron Monkey 2                       | 趙鷺江                  | 甄子丹、午馬、周比利、原文慶           | 04月27日-05月3日  |
| 金裝香蕉俱樂部             | Top Banana Club                     | 黃秋生                  | 黃秋生、黃子華、林曉峰、周慧敏         | 05月2日-05月8日   |
| 竹昇妹之以牙還牙           | Crossline                           | 陸劍明                  | 陳忠偉、周婉思、麥清蘭、潘煒強         | 05月2日-05月17日  |
| 極度獸性                   | Evil Instinct                       | 朱偉光                  | 吳家麗、彭丹、林保怡、麥長青           | 05月4日-05月16日  |
| 玉蒲團之玉女心經           | Sex & Zen II                        | 錢文琦                  | 李麗珍、舒淇、徐錦江、吳毅將           | 05月9日-06月7日   |
| 風月                       | Temptress Moon                      | 陳凱歌                  | 張國榮、鞏俐、林健華、吳大維           | 05月9日-06月5日   |
| 情人的眼淚                 | Lover's Tears                       | 李國立                  | 爾冬升、李若彤、庹宗華、孫佳君         | 05月16日-05月23日 |
| 癲馬女郎之1夜情            | Hong Kong Show Girl                 | 周振榮                  | 陳綺明、孫興、徐錦江                   | 05月17日-05月23日 |
| 666魔鬼復活                | Satan Returns                       | 林偉倫                  | 邱淑貞、吳鎮宇、黃子華、甄子丹         | 05月17日-06月7日  |
| 旺角渣fit人                | Once Upon a Time in Triad Society   | 查傳誼                  | 吳鎮宇、李麗珍、丁子峻、蘇志威         | 05月23日-06月9日  |
| 深圳公路搶車劫殺之六魔女   | The Six Devil Women                 | 馬天耀                  | 彭丹、李雪敏、梁婉雯、王書麒           | 05月24日-06月13日 |
| 殺手三分半鐘               | The Killer Has No Return            | 蔣家駿                  | 王喜、于榮光、吳孟達、程東             | 05月31日-06月6日  |
| 鬼劇院之驚青艷女郎         | Hong Kong Showgirls                 | 侯永財                  | 葉玉卿、陳寶蓮、彭丹、林家棟           | 06月1日-06月4日   |
| 南洋第一邪降               | Devil's Woman                       | 陳奧圖                  | 徐錦江、吳毅將、陳妙瑛、梁思敏         | 06月6日-06月14日  |
| 東星號大劫案               | The Great Jet Foil Robbery          | 剛毅                    | 湯鎮宗、陳錦鴻、馬文忠                 | 06月7日-06月12日  |
| 四個32A和一個香蕉少年      | Those Were the Days                 | 曾志偉                  | 李麗珍、王馨平、李蕙敏、莫文蔚         | 06月7日-07月3日   |
| 紅燈區                     | Street Angels                       | 鄧衍成                  | 邱淑貞、陶大宇、舒淇、任達華           | 06月7日-07月3日   |
| 三個受傷的警察             | The Log                             | 趙崇基                  | 王敏德、鄭則士、林曉峰、楊雪儀         | 06月13日-07月3日  |
| 驚變                       | All of a Sudden                     | 邱禮濤                  | 任達華、溫碧霞、張堅庭、黃子華         | 06月14日-07月5日  |
| 伊波拉病毒                 | Ebola Syndrome                      | 邱禮濤                  | 黃秋生、羅莽、陳妙瑛、尹揚明           | 06月15日-06月21日 |
| 孽欲追擊檔案之邪殺         | The Imp                             | 黎繼明                  | 彭丹、鄭浩南、杉浦朋美、黃祖兒         | 06月22日-06月28日 |
| 人間色相                   | Love and Sex Among the Ruins        | 張志成                  | 蔡少芬、江希文、孫佳君、黃子華         | 06月22日-07月12日 |
| 古惑仔3之隻手遮天          | Young and Dangerous 3               | 劉偉強                  | 任達華、張耀揚、鄭伊健、陳小春         | 06月29日-08月2日  |
| 古惑奇兵之兵行險著         | 18 Shaolin Golden Boys              | 杜韋達                  | 于榮光、陳少霞、季天笙、成奎安         | 07月3日-07月5日   |
| 運財五福星                 | How to Meet the Lucky Stars         | 陳勳奇                  | 洪金寶、曾志偉、吳耀漢、苗僑偉         | 07月4日-07月19日  |
| 新上海灘                   | Shanghai Grand                      | 潘文傑                  | 劉德華、張國榮、寧靜、李蕙敏           | 07月13日-08月7日  |
| 月滿英倫                   | Foreign Moon                        | 張澤鳴                  | 陳大明、陳孝萱、劉利年、謝家聲         | 07月18日-07月25日 |
| 玩火                       | On Fire                             | 霍耀良                  | 葉芳華、古天樂、朱健鈞、吳孟達         | 07月18日-07月25日 |
| 百分百感覺                 | Feel 100%                           | 馬偉豪                  | 鄭秀文、鄭伊健、葛民輝、梁詠琪         | 07月20日-08月21日 |
| 衝鋒隊怒火街頭             | Big Bullet                          | 陳木勝                  | 劉青雲、陳小春、李綺虹、張達明         | 07月25日-08月23日 |
| 摩登菩呢提                 | Muto Bontie                         | 陳建德                  | 劉青雲、劉雅麗、張雪玲、文頌賢         | 07月26日-08月5日  |
| 黃金島歷險記               | Adventurous Treasure Island         | 邱禮濤、夏秀軒          | 郝劭文、釋小龍、吳孟達、徐若瑄         | 08月2日-08月9日   |
| 洪興仔之江湖大風暴         | War of the Under World              | 邱禮濤                  | 梁朝偉、陳小春、李若彤、丁子峻         | 08月3日-08月26日  |
| 大內密探之靈靈性性         | Yu Pui Tsuen III                    | 黎繼強                  | 徐錦江、楊玉梅、李雪敏、關寶慧         | 08月10日-08月23日 |
| 金枝玉葉2                  | Who's the Woman, Who's the Man      | 陳可辛                  | 袁詠儀、梅艷芳、張國榮、李綺虹         | 08月15日-09月15日 |
| 金榜題名                   | To Be No. 1                         | 李惠民                  | 張智霖、鄭嘉莉、丁子峻、李修賢         | 08月17日-09月5日  |
| 龍虎砵蘭街                 | Street of Fury                      | 鄧衍成                  | 古天樂、黎姿、謝天華、麥家琪           | 08月23日-09月11日 |
| 旺角的天空2男燒衣          | Those Were the Days                 | 劉鴻泉                  | 古天樂、張玉珊、羅家英、陳少霞         | 08月24日-09月6日  |
| 假男假女                   | Boys?                               | 侯永財                  | 曹永廉、鄭嘉穎、梁漢文、陳寶蓮         | 08月30日-09月11日 |
| 去吧！渣fit人兵團          | Once Upon a Time in Triad Society 2 | 查傳誼                  | 吳鎮宇、張耀揚、張達明、蔡少芬         | 09月6日-09月25日  |
| 旺角風雲                   | Mongkok Story                       | 葉偉信                  | 梁漢文、張耀揚、黃秋生、陳展鵬         | 09月7日-09月24日  |
| 人細鬼大之3個Handsup的少年 | Growing Up                          | 錢文琦                  | 朱永棠、謝天華、林曉峰、舒淇           | 09月12日-09月25日 |
| 血腥Friday                 | Bloody Friday                       | 高林豹                  | 任達華、李麗珍、蔡少芬、歐錦棠         | 09月13日-10月9日  |
| 飛虎                       | First Option                        | 陳嘉上                  | 王敏德、梁詠琪、劉松仁、周海媚         | 09月14日-11月1日  |
| 東方快車                   | Midnight Express in Orient          | 鍾少雄                  | 于榮光、尹揚明、彭丹、劉錦玲           | 09月20日-09月25日 |
| 1/2次同床                  | Thanks for Your Love                | 余偉國、羅文            | 劉德華、關之琳、葉德嫻、陶大宇         | 09月27日-10月9日  |
| 飛虎雄心2傲氣比天高        | Best of the Best                    | 劉偉強                  | 張智霖、陳曉東、莫文蔚、吳辰君         | 09月27日-10月9日  |
| 悍匪                       | The King of Robbery                 | 鍾少雄                  | 任達華、錢嘉樂、李婉華、魏駿傑         | 10月5日-10月24日  |
| 阿金                       | Ah Kam                              | 許鞍華                  | 楊紫瓊、洪金寶、孟海、張家輝、吳耀漢   | 10月10日-10月17日 |
| 孟波                       | Mr. Mumble                          | 袁俊文                  | 周文健、孫佳君、葉芳華、宣萱           | 10月10日-11月1日  |
| 攝氏32度                   | Beyond Hypothermia                  | 梁柏堅                  | 吳倩蓮、劉青雲、韓材錫、張松枝         | 10月18日-11月1日  |
| 天涯海角                   | Lost and Found                      | 李志毅                  | 金城武、陳慧琳、王敏德、何超儀         | 10月18日-11月13日 |
| 港督最後一個保鏢           | Bodyguards of Last Governor         | 張堅庭                  | 葛民輝、羅家英、邱淑貞、周文健         | 10月19日-11月27日 |
| 九月初九新娘潭             | Ninth of September, the Cursed Day  | 陳兆祥                  | 陶大宇、童愛玲、徐濠瑩、劉少君         | 10月26日-11月1日  |
| 四面夏娃                   | 4 Faces of Eve                      | 甘國亮、林海峰、 葛民輝 | 吳君如、邱淑貞、夏萍、葛民輝           | 10月31日-11月20日 |
| 少年15/16時                | They Don't Care About Us            | 勞劍華                  | 李綺虹、吳家樂、黃坤玄、陳展鵬         | 11月2日-11月8日   |
| 火鴛鴦                     | The Wild Couple                     | 徐寶華                  | 張耀揚、鍾淑慧、吳毅將、吳岱融         | 11月2日-11月8日   |
| 甜蜜蜜                     | Comrades: Almost a Love Story       | 陳可辛                  | 黎明、張曼玉、楊恭如、曾志偉           | 11月2日-12月31日  |
| 懵仔多情                   | Stooge, My Love                     | 黃靖華                  | 王喜、吳家麗、錢小豪、爾冬升           | 11月9日-11月14日  |
| 黑俠                       | Black Mask                          | 李仁港                  | 李連杰、劉青雲、莫文蔚、黃秋生         | 11月9日-12月13日  |
| 藝壇照妖鏡之96應召名冊     | Rebekah                             | 馬天耀                  | 王書麒、蔡美蘭、李雪敏、邵傳勇         | 11月15日-12月13日 |
| 怪談協會                   | Till Death Do Us Laugh              | 馬偉豪、錢文琦、 葉偉民 | 袁詠儀、黎姿、舒淇、江希文             | 11月28日-12月22日 |
| 色情男女                   | Viva Erotica                        | 爾冬升、羅志良          | 張國榮、莫文蔚、舒淇、羅家英           | 11月28日-01月8日  |
| 金田一手稿之奇異檔案       | Mystery Files                       | 梁鴻華、黃靖華、 蔣家駿 | 許志安、黎瑞恩、蔡少芬、梁漢文         | 11月29日-12月9日  |
| 足本玉蒲團                 | Yu Pui Tsuen II                     | 何藩                    | 鄧耀輝、于芷蔚、鄭婉雯、周迎迪         | 12月7日-01月31日  |
| 賭神3之少年賭神            | God of Gamblers 3: The Early Stage  | 王晶                    | 黎明、袁詠儀、陳小春、梁詠琪           | 12月14日-01月23日 |
| 百分百啱Feel               | Feel 100%, Once More                | 馬偉豪                  | 鄭伊健、邱淑貞、鄭秀文、梁詠琪         | 12月21日-01月24日 |
| 食神                       | The God of Cookery                  | 周星馳、李力持          | 周星馳、莫文蔚、吳孟達、谷德昭         | 12月21日-02月12日 |